# Bernt Notke

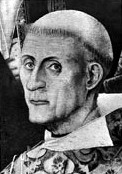
Bernt Notke, Autoretrat (representant un sacerdot agenollat en missa, en el retaule de Sant Gregori, ca. 1504).

Bernt Notke (Lassan (Pomerània), c. 1435 - Lübeck, hivern de 1508/1509) va ser un escultor alemany, considerat dels més importants de l'Europa del nord en els seus temps.
La seva escultura més famosa és el Sant Jordi i el Drac (Sankt Göran och Draken) realitzada per a la Storkyrkan o catedral d'Estocolm, al cor del barri de Gamla Stan. Hi ha una còpia exacta d'aquesta escultura a l'església de Santa Caterina de Lübeck. L'estàtua va estar encarregada pel regent suec Sten Sture el Vell, per commemorar la victòria de Sture contra el rei Cristià I de Dinamarca en la batalla de Brunkeberg, el 1471.
És el creador de la creu triomfal més gran del món per a la catedral de Lübeck.
La seva Dansa Macabra de l'església Santa Maria de Lübeck va ser destruïda en el curs del bombardeig de Lübeck en la Segona Guerra Mundial.
Només algunes parts d'aquesta obra es van salvar perquè estaven a Reval, a l'església de Sant Nicolau de Tallinn.
Al nord de Noruega, a la petita localitat de Trondenes, es conserva un altar a la seva església prop d'Harstad.

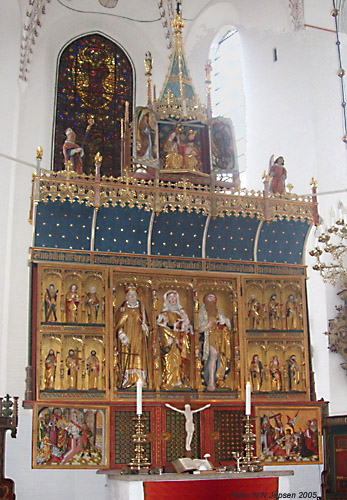
Catedral d'Aarhus, Dinamarca
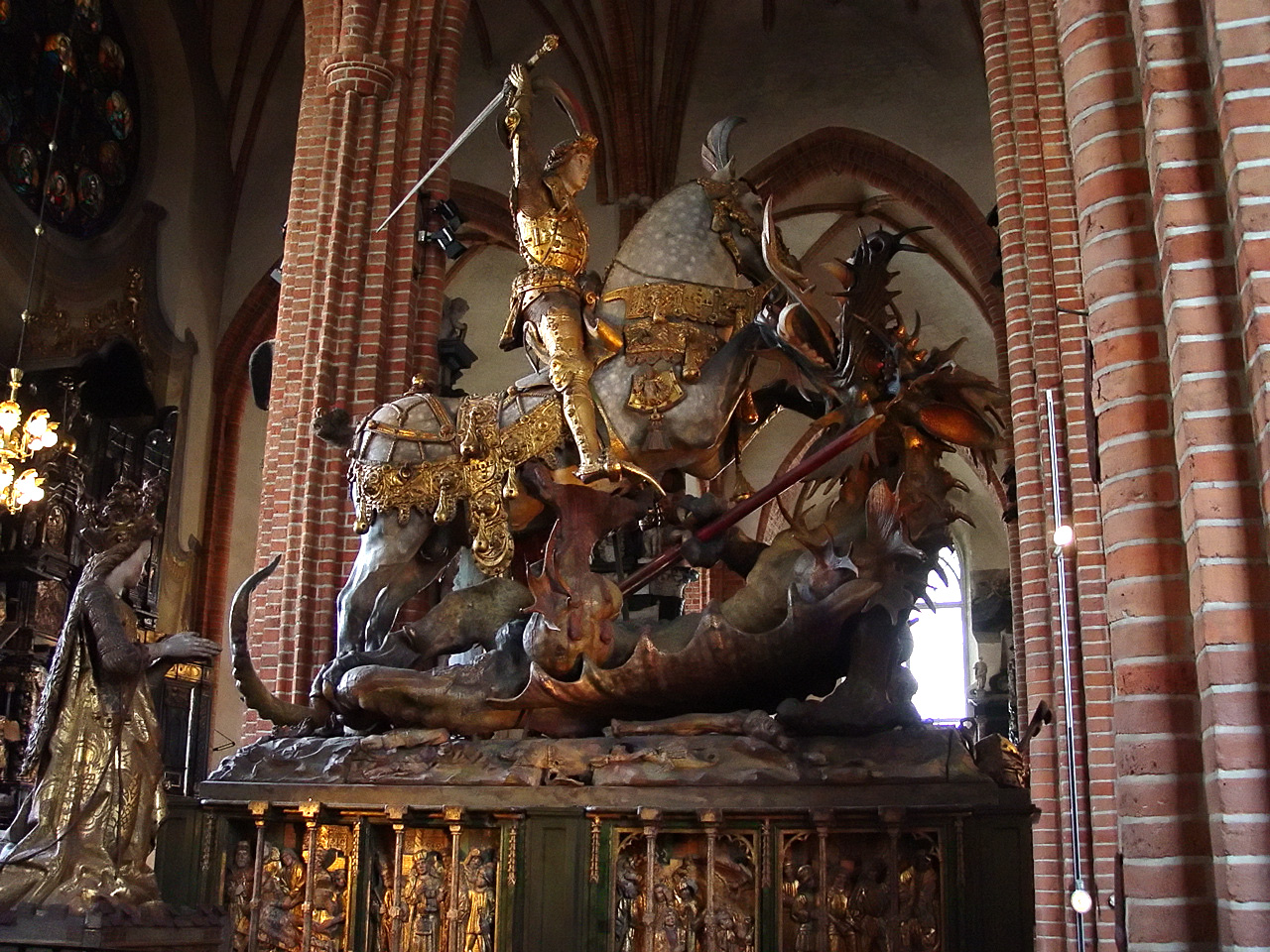
Sant Jordi i el Drac, catedral d'Estocolm Suècia
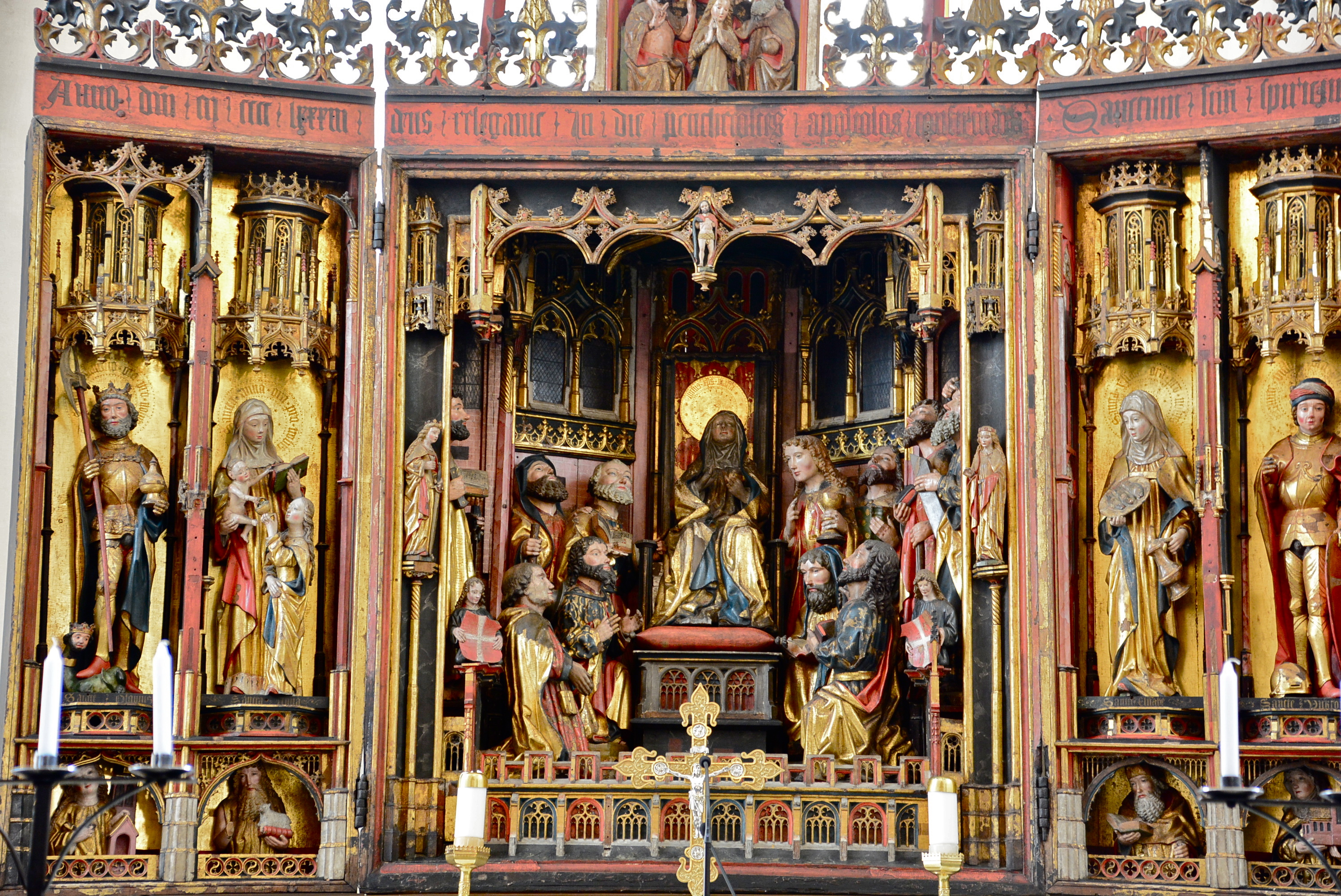
L'altar alt a l'Església de l'Esperit Sant de Tallinn
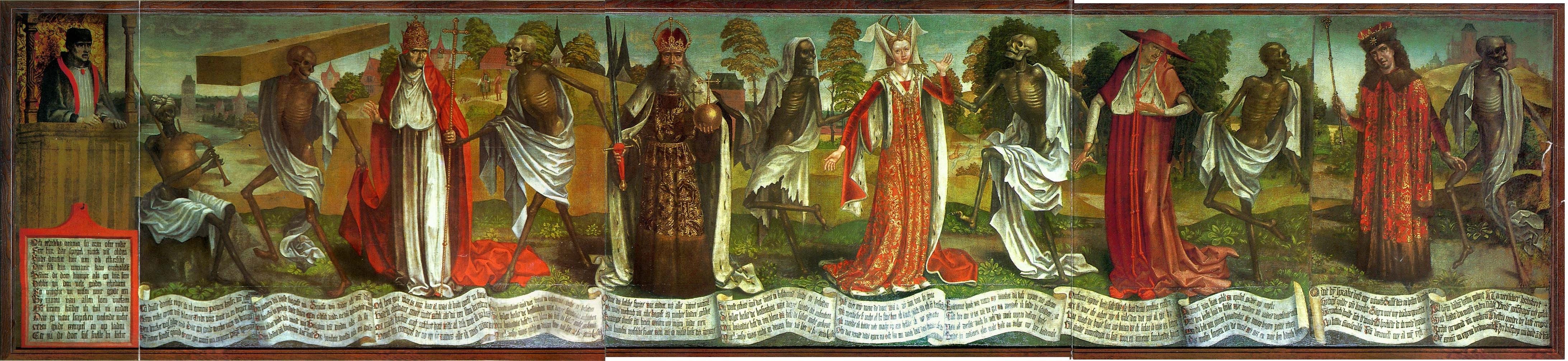
Danse Macabre a l'església de Sant Nicolau de Tallinn